# Realimentación negativa

Descripción simplificada de un sistema con realimentación negativa, por ejemplo, en algunos amplificadores electrónicos. La realimentación es negativa si la ganancia de realimentación AB es negativa.

Realimentación negativa (frecuentemente abreviado como NFB, del inglés Negative Feedback) es un tipo de realimentación en donde el sistema responde en sentido opuesto a la señal. El mecanismo consiste en realimentar sobre alguna entrada del sistema una acción o propiedad física (fuerza, voltaje, etc.) proporcional a la salida o resultado del sistema, de forma que se invierte el sentido del cambio de la salida. Esto tiende a estabilizar la salida, procurando que se mantenga en condiciones constantes. Esto da lugar a menudo a equilibrios (en sistemas físicos) o a homeostasis (en sistemas biológicos) donde el sistema tiende a volver a su punto de equilibrio inicial automáticamente.
 Normalmente se suele describir esta acción de Retroalimentación negativa endocrina como que "algo inhibe la cadena de formación anterior, para estabilizar un compuesto cuyo nivel se ha elevado más de lo necesario".
En cambio, en la realimentación positiva el sistema responde en el mismo sentido que la perturbación, dando por resultado la amplificación de la señal original en vez de estabilizarla. Las realimentaciones positiva y negativa requieren de un bucle de retorno, en contraste con el feed-forward, que no utiliza un bucle de retroalimentación para el control del sistema.
Algunos ejemplos del uso de la realimentación negativa para controlar sistemas son los siguientes: el control de la temperatura mediante un termostato, los lazos de seguimiento de fase, la regulación hormonal o la regulación de temperatura en animales de sangre caliente.